# Wereldkampioenschappen atletiek 2017
De wereldkampioenschappen atletiek van 2017 werden gehouden in Londen van 4 tot en met 13 augustus 2017, in het Olympisch Stadion. Op 11 november 2011 werd dit evenement door de IAAF aan de stad toegewezen.
Opmerkelijk veel atleten werden tijdens de kampioenschappen getroffen door het norovirus waardoor ze niet in staat waren om deel te nemen.

## Prestaties Belgische en Nederlandse selectie

### België

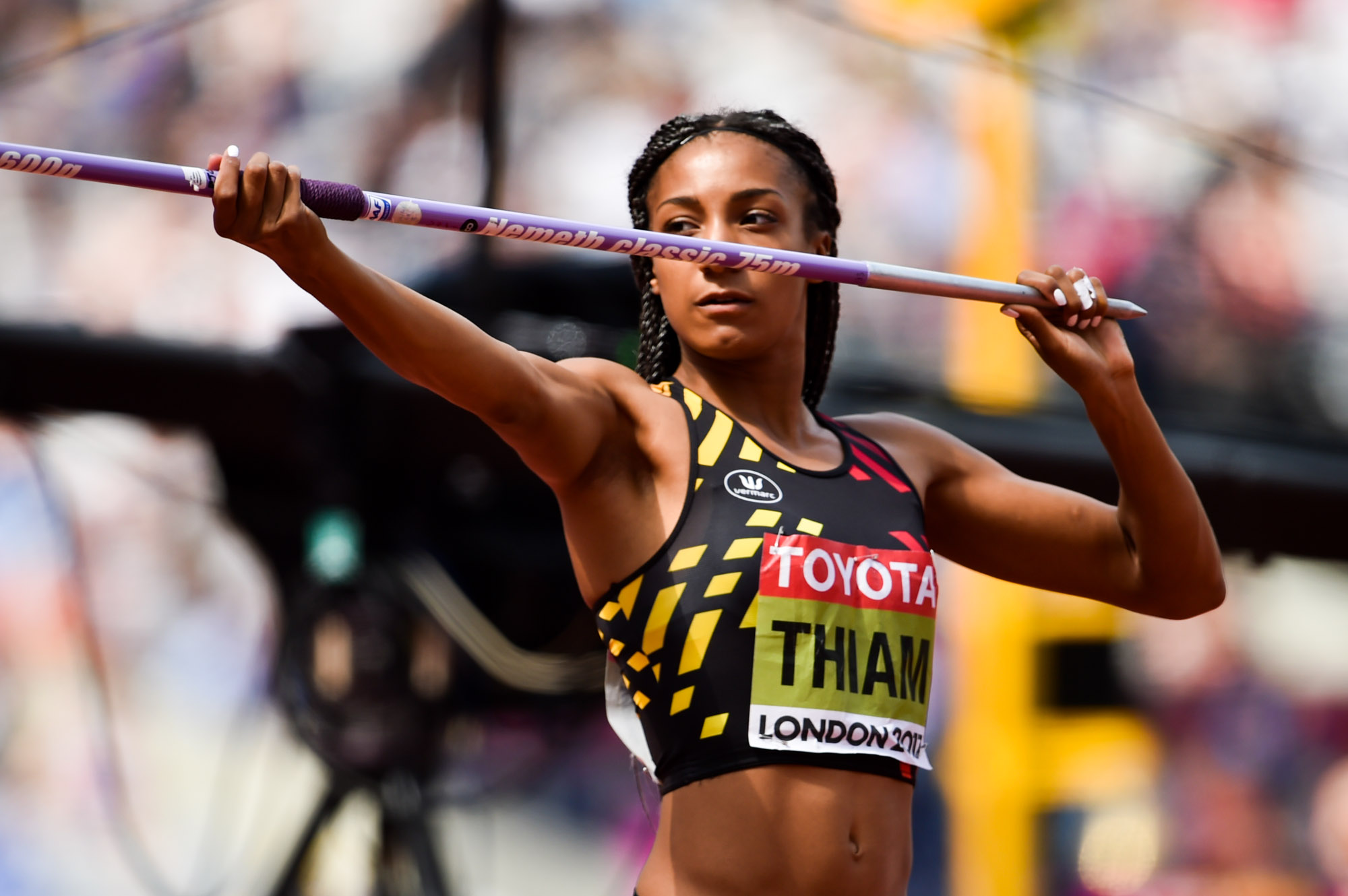
Nafissatou Thiam kroonde zich tot wereldkampioene zevenkamp met een score van 6784 punten.

Vrouwen
| Atleet                             | Ronde                                                | Prestatie                                            | Plaats                         |
| ---------------------------------- | ---------------------------------------------------- | ---------------------------------------------------- | ------------------------------ |
| Eline Berings (100 m horden)       | 1e ronde halve finale                                | 13,35 -                                              | 7 -                            |
| Anne Zagré (100 m horden)          | 1e ronde halve finale                                | 12,97 13,34 -                                        | 4 8 -                          |
| Fanny Smets (Polsstokhoogspringen) | kwalificatie finale                                  | 4,20 -                                               | 20 -                           |
| Hanne Maudens (zevenkamp)          | 100 m horden hoog kogel 200 m ver speer 800 m totaal | 14,47 1,77 11,80 25,43 6,15 35,44 2.12,87 5749       | 30 24 27 28 12 27 7 23         |
| Nafissatou Thiam (zevenkamp)       | 100 m horden hoog kogel 200 m ver speer 800 m totaal | 13,54 1,95 CR 15,17 24,57 6,57 SB 53,93 2.21,42 6784 | 11 · 1 · 1 · 14 · 1 · 2 · 24 · |

Mannen
| Atleet                                                                             | Ronde                                                                       | Prestatie                           | Plaats        |
| ---------------------------------------------------------------------------------- | --------------------------------------------------------------------------- | ----------------------------------- | ------------- |
| Jonathan Borlée (400 m)                                                            | 1e ronde halve finale                                                       | 45,70 45,23 -                       | 4 5 -         |
| Kevin Borlée (400 m)                                                               | 1e ronde halve finale                                                       | 45,09 45,10 -                       | 3 4 -         |
| Ismael Debjani (1500 m)                                                            | 1e ronde halve finale                                                       | 3.43,71 -                           | 22 -          |
| Bashir Abdi (5000 m)                                                               | 1e ronde finale                                                             | 13.30,71 -                          | 6 -           |
| Soufiane Bouchikhi (5000 m)                                                        | 1e ronde finale                                                             | 13.28,64 -                          | 11 -          |
| Abdelhadi El Hachimi (marathon)                                                    | finale                                                                      | DNF                                 | -             |
| Arnaud Art (polsstokhoogspringen)                                                  | kwalificatie finale                                                         | 5,60 -                              | 9 10          |
| Philip Milanov (discuswerpen)                                                      | kwalificatie finale                                                         | 63,16 -                             | 14 -          |
| Thomas Van Der Plaetsen (tienkamp)                                                 | 100 m ver kogel hoog 400 m 110 m horden discus polshoog speer 1500 m totaal | 11,35 SB 7,09 13,03 SB 1,96 DNS DNF | 31 26 28 18 - |
| Robin Vanderbemden Jonathan Borlée Dylan Borlée Kevin Borlée (4 x 400 m estafette) | 1e ronde finale                                                             | 2.59,47 SB 3.00,04                  | 3 4           |

### Nederland

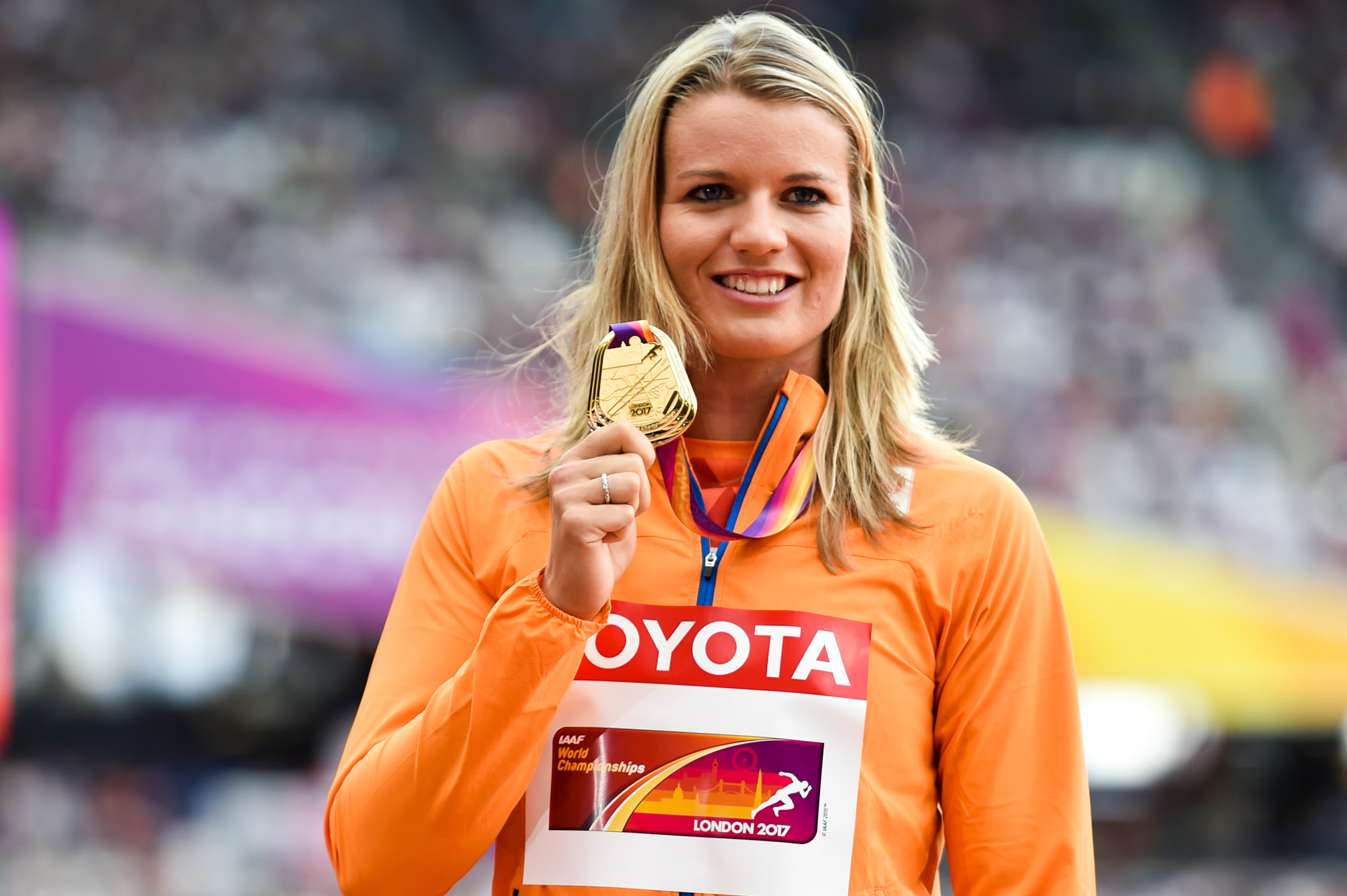
Dafne Schippers slaagde erin om haar wereldtitel op de 200 m te prolongeren en was daarmee de derde atlete die dit ooit presteerde.

Vrouwen
| Atleet | Ronde                                                | Prestatie                                                        | Plaats                         |
| --- | ---------------------------------------------------- | ---------------------------------------------------------------- | ------------------------------ |
| Jamile Samuel (100 m) | 1e ronde halve finale                                | 11,52 -                                                          | 6 -                            |
| Dafne Schippers (100 m) | 1e ronde halve finale                                | 11,08 10,98 10,96                                                | 2 · 2 ·                        |
| Naomi Sedney (100 m) | 1e ronde halve finale                                | 11,43 -                                                          | 6 -                            |
| Dafne Schippers (200 m) | 1e ronde halve finale                                | 22,63 22,49 22,05                                                | 1 · 1 ·                        |
| Lisanne de Witte (400 m) | 1e ronde halve finale                                | 52,48 -                                                          | 5 -                            |
| Sanne Verstegen (800 m) | 1e ronde halve finale                                | 2.01,50 2.00,92 -                                                | 4 7 -                          |
| Sifan Hassan (1500 m) | 1e ronde halve finale                                | 4.08,89 4.03,77 4.03,34                                          | 1 5                            |
| Sifan Hassan (5000 m) | 1e ronde finale                                      | 14.59,34 14.42,73                                                | 2 ·                            |
| Susan Krumins (5000 m) | 1e ronde finale                                      | 14.57,33 14.58,33                                                | 4 8                            |
| Susan Krumins (10.000 m) | finale                                               | 31.20,24 PB                                                      | 5                              |
| Sharona Bakker (100 m horden) | 1e ronde halve finale                                | 13,12 13,29 -                                                    | 5 8 -                          |
| Eefje Boons (100 m horden) | 1e ronde halve finale                                | 13,34 -                                                          | 7 -                            |
| Nadine Visser (100 m horden) | 1e ronde halve finale                                | 12,96 12,83                                                      | 2 3 7                          |
| Melissa Boekelman (kogelstoten) | kwalificatie finale                                  | 17,88 17,73                                                      | 6 11                           |
| Nadine Broersen (zevenkamp) | 100 m horden hoog kogel 200 m ver speer 800 m totaal | 13,79 1,83 14,09 24,98 SB 5,95 DNS 6491                          | 17 5 9 21 18 - DNF             |
| Nadine Visser (zevenkamp) | 100 m horden hoog kogel 200 m ver speer 800 m totaal | 12,85 1,77 SB 12,96 23,73 6,30 SB 42,26 2.14,74 SB 6370 SB       | 1 14 20 4 5 18 12 7            |
| Anouk Vetter (zevenkamp) | 100 m horden hoog kogel 200 m ver speer 800 m totaal | 13,31 SB 1,77 SB 15,09 24,36 6,32 SB 58,41 CR 2.19,43 SB 6636 NR | 5 · 12 · 3 · 10 · 4 · 1 · 21 · |
| Tessa van Schagen, Dafne Schippers, Naomi Sedney, Jamile Samuel (1e ronde Madiea Ghafoor i.p.v. Tessa van Schagen; reserve: Marije van Hunenstijn) (4 x 100 m estafette) | 1e ronde finale                                      | 42,64 43,07                                                      | 4 8                            |
| Madiea Ghafoor, Lisanne de Witte, Laura de Witte, Eva Hovenkamp (reserve: Nicky van Leuveren) (4 x 400 m estafette)                                                      | 1e ronde finale                                      | DQ -                                                             | -                              |

Mannen
| Atleet | Ronde                                                                       | Prestatie                                                          | Plaats                           |
| --- | --------------------------------------------------------------------------- | ------------------------------------------------------------------ | -------------------------------- |
| Thijmen Kupers (800 m)                                                                                                | 1e ronde halve finale                                                       | 1.45,53 DNS -                                                      | 1 -                              |
| Richard Douma (1500 m)                                                                                                | 1e ronde halve finale                                                       | 3.55,36 3.47,74 -                                                  | 13 -                             |
| Menno Vloon (polsstokhoogspringen)                                                                                    | kwalificatie finale                                                         | NM -                                                               | -                                |
| Erik Cadée (discuswerpen)                                                                                             | kwalificatie finale                                                         | 58,90 -                                                            | 12 -                             |
| Eelco Sintnicolaas (tienkamp)                                                                                         | 100 m ver kogel hoog 400 m 110 m horden discus polshoog speer 1500 m totaal | 10,96 7,31 14,32 1,90 48,73 14,32 40,25 DNS DNF                    | 13 15 14 26 13 7 22 - DNF        |
| Pieter Braun (tienkamp)                                                                                               | 100 m ver kogel hoog 400 m 110 m horden discus polshoog speer 1500 m totaal | 11,22 7,17 14,48 1,93 48,54 SB 14,67 42,59 4,70 59,26 4.38,40 7890 | 26 23 12 24 10 15 17 16 10 11 16 |
| Giovanni Codrington, Hensley Paulina, Liemarvin Bonevacia, Taymir Burnet (reserve: Wouter Brus) (4 x 100 m estafette) | 1e ronde finale                                                             | 38,66 SB -                                                         | 6 -                              |

## Resultaten

### 100 m
| Mannen | Mannen            | Mannen | Mannen  |
| #      | Atleet            | Land   | Tijd    |
| ------ | ----------------- | ------ | ------- |
| Goud   | Justin Gatlin     | USA    | SB 9,92 |
| Zilver | Christian Coleman | USA    | 9,94    |
| Brons  | Usain Bolt        | JAM    | SB 9,95 |
| 4      | Yohan Blake       | JAM    | 9,99    |
| 5      | Akani Simbine     | RSA    | 10,01   |
| 6      | Jimmy Vicaut      | FRA    | 10,08   |
| 7      | Reece Prescod     | GBR    | 10,17   |
| 8      | Su Bingtian       | CHN    | 10,27   |

| Vrouwen | Vrouwen            | Vrouwen | Vrouwen  |
| #       | Atlete             | Land    | Tijd     |
| ------- | ------------------ | ------- | -------- |
| Goud    | Tori Bowie         | USA     | SB 10,85 |
| Zilver  | Marie-Josée Ta Lou | CIV     | PB 10,86 |
| Brons   | Dafne Schippers    | NED     | 10,96    |
| 4       | Murielle Ahouré    | CIV     | 10,98    |
| 5       | Elaine Thompson    | JAM     | 10,98    |
| 6       | Michelle-Lee Ahye  | TRI     | 11,01    |
| 7       | Rosangela Santos   | BRA     | 11,06    |
| 8       | Kelly-Ann Baptiste | TRI     | 11,09    |

### 200 m
| Mannen | Mannen                   | Mannen | Mannen   |
| #      | Atleet                   | Land   | Tijd     |
| ------ | ------------------------ | ------ | -------- |
| Goud   | Ramil Goelijev           | TUR    | SB 20,09 |
| Zilver | Wayde van Niekerk        | RSA    | 20,11    |
| Brons  | Jereem Richards          | TRI    | 20,11    |
| 4      | Nethaneel Mitchell-Blake | GBR    | 20,24    |
| 5      | Ameer Webb               | USA    | 20,26    |
| 6      | Isaac Makwala            | BOT    | 20,44    |
| 7      | Abdul Hakim Sani Brown   | JPN    | 20,63    |
| 8      | Isiah Young              | USA    | 20,64    |

| Vrouwen | Vrouwen            | Vrouwen | Vrouwen  |
| #       | Atlete             | Land    | Tijd     |
| ------- | ------------------ | ------- | -------- |
| Goud    | Dafne Schippers    | NED     | SB 22,05 |
| Zilver  | Marie-Josée Ta Lou | CIV     | NR 22,08 |
| Brons   | Shaunae Miller     | BAH     | 22,15    |
| 4       | Dina Asher-Smith   | GBR     | SB 22,22 |
| 5       | Deajah Stevens     | USA     | 22,44    |
| 6       | Kimberlyn Duncan   | USA     | 22,59    |
| 7       | Crystal Emmanuel   | CAN     | 22,60    |
| 8       | Tynia Gaither      | BAH     | 23,07    |

### 400 m
| Mannen | Mannen            | Mannen | Mannen   |
| #      | Atleet            | Land   | Tijd     |
| ------ | ----------------- | ------ | -------- |
| Goud   | Wayde van Niekerk | RSA    | 43,98    |
| Zilver | Steven Gardiner   | BAH    | 44,41    |
| Brons  | Abdalelah Haroun  | QAT    | SB 44,48 |
| 4      | Baboloki Thebe    | BOT    | 44,66    |
| 5      | Nathon Allen      | JAM    | 44,88    |
| 6      | Demish Gaye       | JAM    | 45,04    |
| 7      | Fred Kerley       | USA    | 45,23    |
| 8      | Isaac Makwala     | BOT    | DNS      |

| Vrouwen | Vrouwen                 | Vrouwen | Vrouwen  |
| #       | Atlete                  | Land    | Tijd     |
| ------- | ----------------------- | ------- | -------- |
| Goud    | Phyllis Francis         | USA     | PB 49,92 |
| Zilver  | Salwa Eid Naser         | BRN     | NR 50,06 |
| Brons   | Allyson Felix           | USA     | 50,08    |
| 4       | Shaunae Miller          | BAH     | 50,49    |
| 5       | Shericka Jackson        | JAM     | 50,76    |
| 6       | Stephenie Ann McPherson | JAM     | 50,86    |
| 7       | Kabange Mupopo          | ZAM     | 51,15    |
| 8       | Novlene Williams-Mills  | JAM     | 51,48    |

### 800 m
| Mannen | Mannen                | Mannen | Mannen     |
| #      | Atleet                | Land   | Tijd       |
| ------ | --------------------- | ------ | ---------- |
| Goud   | Pierre-Ambroise Bosse | FRA    | SB 1.44,67 |
| Zilver | Adam Kszczot          | POL    | SB 1.44,95 |
| Brons  | Kipyegon Bett         | KEN    | 1.45,21    |
| 4      | Kyle Langford         | GBR    | PB 1.45,25 |
| 5      | Nijel Amos            | BOT    | 1.45,83    |
| 6      | Mohammed Aman         | ETH    | 1.46,06    |
| 7      | Thiago André          | BRA    | 1.46,30    |
| 8      | Brandon McBride       | CAN    | 1.47,09    |

| Vrouwen | Vrouwen            | Vrouwen | Vrouwen    |
| #       | Atlete             | Land    | Tijd       |
| ------- | ------------------ | ------- | ---------- |
| Goud    | Caster Semenya     | RSA     | WL 1.55,16 |
| Zilver  | Francine Niyonsaba | BDI     | 1.55,92    |
| Brons   | Ajeé Wilson        | USA     | 1.56,65    |
| 4       | Margaret Wambui    | KEN     | 1.57,54    |
| 5       | Melissa Bishop     | CAN     | 1.57,68    |
| 6       | Angelika Cichocka  | POL     | PB 1.58,41 |
| 7       | Charlene Lipsey    | USA     | 1.58,73    |
| 8       | Lynsey Sharp       | GBR     | 1.58,98    |

### 1500 m
| Mannen | Mannen             | Mannen | Mannen  |
| #      | Atleet             | Land   | Tijd    |
| ------ | ------------------ | ------ | ------- |
| Goud   | Elijah Manangoi    | KEN    | 3.33,61 |
| Zilver | Timothy Cheruiyot  | KEN    | 3.33,99 |
| Brons  | Filip Ingebrigtsen | NOR    | 3.34,53 |
| 4      | Adel Mechaal       | ESP    | 3.34,71 |
| 5      | Jakub Holuša       | CZE    | 3.34,89 |
| 6      | Sadik Mikhou       | BRN    | 3.35,81 |
| 7      | Marcin Lewandowski | POL    | 3.36,02 |
| 8      | Nick Willis        | NZL    | 3.36,82 |

| Vrouwen | Vrouwen                    | Vrouwen | Vrouwen |
| #       | Atlete                     | Land    | Tijd    |
| ------- | -------------------------- | ------- | ------- |
| Goud    | Faith Chepngetich Kipyegon | KEN     | 4.02,59 |
| Zilver  | Jennifer Simpson           | USA     | 4.02,76 |
| Brons   | Caster Semenya             | RSA     | 4.02,90 |
| 4       | Laura Muir                 | GBR     | 4.02,97 |
| 5       | Sifan Hassan               | NED     | 4.03,34 |
| 6       | Laura Weightman            | GBR     | 4.04,11 |
| 7       | Angelika Cichocka          | POL     | 4.04,16 |
| 8       | Rababe Arafi               | MAR     | 4.04,35 |

### 5000 m
| Mannen | Mannen          | Mannen | Mannen   |
| #      | Atleet          | Land   | Tijd     |
| ------ | --------------- | ------ | -------- |
| Goud   | Muktar Edris    | ETH    | 13.32,79 |
| Zilver | Mo Farah        | GBR    | 13.33,22 |
| Brons  | Paul Chelimo    | USA    | 13.33,30 |
| 4      | Yomif Kejelcha  | ETH    | 13.33,51 |
| 5      | Selemon Barega  | ETH    | 13.35,34 |
| 6      | Mohammed Ahmed  | CAN    | 13.35,43 |
| 7      | Aron Kifle      | ERI    | 13.36,91 |
| 8      | Andrew Butchart | GBR    | 13.38,73 |

| Vrouwen | Vrouwen                    | Vrouwen | Vrouwen     |
| #       | Atlete                     | Land    | Tijd        |
| ------- | -------------------------- | ------- | ----------- |
| Goud    | Hellen Obiri               | KEN     | 14.34,86    |
| Zilver  | Almaz Ayana                | ETH     | SB 14.40,35 |
| Brons   | Sifan Hassan               | NED     | 14.42,73    |
| 4       | Senbere Teferi             | ETH     | 14.47,45    |
| 5       | Margaret Chelimo Kipkemboi | KEN     | 14.48,74    |
| 6       | Laura Muir                 | GBR     | PB 14.52,07 |
| 7       | Sheila Chepkirui           | KEN     | PB 14.54,05 |
| 8       | Susan Krumins              | NED     | 14.58,33    |

### 10.000 m
| Mannen | Mannen                  | Mannen | Mannen      |
| #      | Atleet                  | Land   | Tijd        |
| ------ | ----------------------- | ------ | ----------- |
| Goud   | Mo Farah                | GBR    | WL 26.49,51 |
| Zilver | Joshua Kiprui Cheptegei | UGA    | PB 26.49,94 |
| Brons  | Paul Tanui              | KEN    | SB 26.50,60 |
| 4      | Bedan Karoki Muchiri    | KEN    | PB 26.52,12 |
| 5      | Jemal Yimer             | ETH    | PB 26.56,11 |
| 6      | Geoffrey Kamworor       | KEN    | SB 26.57,77 |
| 7      | Abadi Hadis             | ETH    | SB 26.59,19 |
| 8      | Mohammed Ahmed          | CAN    | NR 27.02,35 |

| Vrouwen | Vrouwen              | Vrouwen | Vrouwen     |
| #       | Atlete               | Land    | Tijd        |
| ------- | -------------------- | ------- | ----------- |
| Goud    | Almaz Ayana          | ETH     | WL 30.16,32 |
| Zilver  | Tirunesh Dibaba      | ETH     | SB 31.02,69 |
| Brons   | Agnes Tirop          | KEN     | PB 31.03,50 |
| 4       | Alice Aprot Nawowuna | KEN     | SB 31.11,86 |
| 5       | Susan Krumins        | NED     | PB 31.20,24 |
| 6       | Emily Infeld         | USA     | PB 31.20,45 |
| 7       | Irene Chepet Cheptai | KEN     | SB 31.21,11 |
| 8       | Molly Huddle         | USA     | 31.24,78    |

### 3000 m steeple
| Mannen | Mannen              | Mannen | Mannen     |
| #      | Atleet              | Land   | Tijd       |
| ------ | ------------------- | ------ | ---------- |
| Goud   | Conseslus Kipruto   | KEN    | 8.14,12    |
| Zilver | Soufiane El Bakkali | MAR    | 8,14.49    |
| Brons  | Evan Jager          | USA    | 8.15,53    |
| 4      | Mahiedine Mekhissi  | FRA    | 8.15,80    |
| 5      | Stanley Kebenei     | USA    | 8.21,09    |
| 6      | Matthew Hughes      | CAN    | SB 8.21,84 |
| 7      | Tesfaye Deriba      | ETH    | 8.22,12    |
| 8      | Tafese Seboka       | ETH    | 8.23,02    |

| Vrouwen | Vrouwen                     | Vrouwen | Vrouwen       |
| #       | Atlete                      | Land    | Tijd          |
| ------- | --------------------------- | ------- | ------------- |
| Goud    | Emma Coburn                 | USA     | CR AR 9.02,58 |
| Zilver  | Courtney Frerichs           | USA     | PB 9.03,77    |
| Brons   | Hyvin Jepkemoi              | KEN     | 9.04,03       |
| 4       | Beatrice Chepkoech          | KEN     | 9.10,45       |
| 5       | Ruth Jebet                  | BRN     | 9.13,96       |
| 6       | Celliphine Chepteek Chespol | KEN     | 9.15,04       |
| 7       | Etenesh Diro                | ETH     | 9.22,46       |
| 8       | Winfred Mutile Yavi         | BRN     | PB 9.22,67    |

### 110 m horden/100 m horden
| Mannen | Mannen            | Mannen | Mannen |
| #      | Atleet            | Land   | Tijd   |
| ------ | ----------------- | ------ | ------ |
| Goud   | Omar McLeod       | JAM    | 13,04  |
| Zilver | Sergej Sjoebenkov | ANA    | 13,14  |
| Brons  | Balázs Baji       | HUN    | 13,28  |
| 4      | Garfield Darien   | FRA    | 13,30  |
| 5      | Aries Merritt     | USA    | 13,31  |
| 6      | Shane Brathwaite  | BAR    | 13,32  |
| 7      | Orlando Ortega    | ESP    | 13,37  |
| 8      | Hansle Parchment  | JAM    | 13,37  |

| Vrouwen | Vrouwen           | Vrouwen | Vrouwen  |
| #       | Atlete            | Land    | Tijd     |
| ------- | ----------------- | ------- | -------- |
| Goud    | Sally Pearson     | AUS     | 12,59    |
| Zilver  | Dawn Harper       | USA     | SB 12,63 |
| Brons   | Pamela Dutkiewicz | GER     | 12,72    |
| 4       | Kendra Harrison   | USA     | 12,74    |
| 5       | Christina Manning | USA     | 12,74    |
| 6       | Alina Talay       | BLR     | SB 12,81 |
| 7       | Nadine Visser     | NED     | 12,83    |
| 8       | Nia Ali           | USA     | 13,04    |

### 400 m horden
| Mannen | Mannen             | Mannen | Mannen |
| #      | Atleet             | Land   | Tijd   |
| ------ | ------------------ | ------ | ------ |
| Goud   | Karsten Warholm    | NOR    | 48,35  |
| Zilver | Yasmani Copello    | TUR    | 48,49  |
| Brons  | Kerron Clement     | USA    | 48,52  |
| 4      | Kemar Mowatt       | JAM    | 48,99  |
| 5      | TJ Holms           | USA    | 49,00  |
| 6      | Juander Santos     | DOM    | 49,04  |
| 7      | Abderrahaman Samba | QAT    | 49,74  |
| 8      | Kariem Hussein     | SUI    | 50,07  |

| Vrouwen | Vrouwen           | Vrouwen | Vrouwen  |
| #       | Atlete            | Land    | Tijd     |
| ------- | ----------------- | ------- | -------- |
| Goud    | Kori Carter       | USA     | 53,07    |
| Zilver  | Dalilah Muhammad  | USA     | 53,50    |
| Brons   | Ristananna Tracey | JAM     | PB 53,74 |
| 4       | Zuzana Hejnová    | CZE     | SB 54,20 |
| 5       | Léa Sprunger      | SUI     | 54,59    |
| 6       | Sage Watson       | CAN     | 54,92    |
| 7       | Cassandra Tate    | USA     | 55,43    |
| 8       | Eilidh Doyle      | GBR     | 55,71    |

### 4 x 100 m estafette
| Mannen | Mannen                                                             | Mannen | Mannen   |
| #      | Atleet                                                             | Land   | Tijd     |
| ------ | ------------------------------------------------------------------ | ------ | -------- |
| Goud   | Chijindu Ujah Adam Gemili Daniel Talbot Nethaneel Mitchell-Blake   | GBR    | WL 37,47 |
| Zilver | Mike Rodgers Justin Gatlin Jaylen Bacon Christian Coleman          | USA    | SB 37,52 |
| Brons  | Shuhei Tada Shot Iizuka Yoshihide Kiryu Kenji Fujimitsu            | JPN    | SB 38,04 |
| 4      | Wu Zhiqiang Xie Zhenye Su Bingtian Zhang Peimeng                   | CHN    | 38,34    |
| 5      | Stuart Dutamby Jimmy Vicaut Mickaël-Méba Zeze Christophe Lemaitre  | FRA    | 38,48    |
| 6      | Gavin Smellie Aaron Brown Brendon Rodney Mobolade Ajomale          | CAN    | 38,59    |
| 7      | Yigitcan Hekimoglu Jak Ali Harvey Emre Zafer Barnes Ramil Goelijev | TUR    | 38,73    |
| 8      | Omar McLeod Julian Forte Yohan Blake Usain Bolt                    | JAM    | DNF      |

| Vrouwen | Vrouwen                                                                     | Vrouwen | Vrouwen  |
| #       | Atlete                                                                      | Land    | Tijd     |
| ------- | --------------------------------------------------------------------------- | ------- | -------- |
| Goud    | Aaliyah Brown Allyson Felix Morolake Akinosun Tori Bowie                    | USA     | WL 41,82 |
| Zilver  | Asha Philip Desirèe Henry Dina Asher-Smith Daryll Neita                     | GBR     | 42,12    |
| Brons   | Jura Levy Natasha Morrison Simone Facey Sashalee Forbes                     | JAM     | SB 42,19 |
| 4       | Tatjana Pinto Lisa Mayer Gina Lückenkemper Rebekka Haase                    | GER     | 42,36    |
| 5       | Ajla Del Ponte Sarah Atcho Mujinga Kambundji Salomé Kora                    | SUI     | 42,51    |
| 6       | Semoy Hackett Michelle-Lee Ahye Khalifa St. Fort Kelly-Ann Baptiste         | TRI     | SB 42,62 |
| 7       | Franciela Krasucki Ana Cláudia Lemos Vitória Cristina Rosa Rosângela Santos | BRA     | SB 42,63 |
| 8       | Tessa van Schagen Dafne Schippers Naomi Sedney Jamile Samuel                | NED     | 43,07    |

### 4 x 400 m estafette
| Mannen | Mannen                                                          | Mannen | Mannen        |
| #      | Atleet                                                          | Land   | Hoogte        |
| ------ | --------------------------------------------------------------- | ------ | ------------- |
| Goud   | Jarrin Solomon Jereem Richards Machel Cedenio Lalonde Gordon    | TRI    | WL NR 2.58,12 |
| Zilver | Wilbert London III Gil Roberts Michael Cherry Fred Kerley       | USA    | SB 2.58,61    |
| Brons  | Matthew Hudson-Smith Rabah Yousif Dwayne Cowan Martyn Rooney    | GBR    | SB 2.59,00    |
| 4      | Robin Vanderbemden Jonathan Borlée Dylan Borlée Kevin Borlée    | BEL    | 3.00,04       |
| 5      | Óscar Husillos Lucas Búa Darwin Echeverry Samuel García         | ESP    | NR 3.00,65    |
| 6      | William Collazo Adrian Chacón Osmaidel Pellicier Yoandys Lescay | CUB    | SB 3.01,10    |
| 7      | Kajetan Duszyński Rafał Omelko Łukasz Krawczuk Tymoteusz Zimny  | POL    | SB 3.01,59    |
| 8      | Ludvy Vaillant Thomas Jordier Mamoudou Hanne Teddy Atine-Venel  | FRA    | 3.01,79       |

| Vrouwen | Vrouwen                                                                            | Vrouwen | Vrouwen    |
| #       | Atlete                                                                             | Land    | Tijd       |
| ------- | ---------------------------------------------------------------------------------- | ------- | ---------- |
| Goud    | Quanera Hayes Allyson Felix Shakima Wimbley Phyllis Francis                        | USA     | WL 3.19,02 |
| Zilver  | Zoey Clark Laviai Nielsen Eilidh Doyle Emily Diamond                               | GBR     | 3.25,00    |
| Brons   | Małgorzata Hołub Iga Baumgart Aleksandra Gaworska Justyna Święty                   | POL     | SB 3.25,41 |
| 4       | Estelle Perrossier Déborah Sananes Agnès Raharolahy Elea-Mariama Diarra            | FRA     | SB 3.26,56 |
| 5       | Patience Okon George Abike Funmilola Egbeniyi Glory Onome Nathaniel Yinka Ajayi    | NGR     | 3.26,72    |
| 6       | Ruth Spelmeyer Laura Müller Nadine Gonska Hannah Mergenthaler                      | GER     | 3.27,45    |
| 7       | Christine Botlogetswe Lydia Jele Galefele Moroko Amantle Montsho                   | BOT     | 3.28,00    |
| 8       | Chrisann Gordon Anneisha McLaughlin-Whilby Shericka Jackson Novlene Williams-Mills | JAM     | DNF        |

### Hoogspringen
| Mannen | Mannen             | Mannen | Mannen |
| #      | Atleet             | Land   | Hoogte |
| ------ | ------------------ | ------ | ------ |
| Goud   | Mutaz Essa Barshim | QAT    | 2,35   |
| Zilver | Danil Lysenko      | ANA    | 2,32   |
| Brons  | Majededdin Ghazal  | SYR    | 2,29   |
| 4      | Edgar Rivera       | MEX    | 2,29   |
| 5      | Mateusz Przybylko  | GER    | 2,25   |
| 6      | Robert Grabarz     | GBR    | 2,25   |
| 6      | Ilya Ivanyuk       | ANA    | 2,25   |
| 8      | Bryan McBride      | USA    | 2,25   |

| Vrouwen | Vrouwen                    | Vrouwen | Vrouwen |
| #       | Atlete                     | Land    | Hoogte  |
| ------- | -------------------------- | ------- | ------- |
| Goud    | Maria Lasitskene           | ANA     | 2,03    |
| Zilver  | Joelija Levtsjenko         | UKR     | 2,01    |
| Brons   | Kamila Lićwinko            | POL     | 1,99    |
| 4       | Marie-Laurence Jungfleisch | GER     | 1,95    |
| 5       | Katarina Johnson-Thompson  | GBR     | 1,95    |
| 6       | Morgan Lake                | GBR     | 1,95    |
| 7       | Airinė Palšytė             | LTU     | 1,92    |
| 7       | Mirela Demireva            | BUL     | 1,92    |

### Polsstokhoogspringen
| Mannen | Mannen              | Mannen | Mannen    |
| #      | Atleet              | Land   | Hoogte    |
| ------ | ------------------- | ------ | --------- |
| Goud   | Sam Kendricks       | USA    | 5,95 m    |
| Zilver | Piotr Lisek         | POL    | 5,89 m    |
| Brons  | Renaud Lavillenie   | FRA    | SB 5,89 m |
| 4      | Xue Changrui        | CHN    | NR 5,82 m |
| 5      | Paweł Wojciechowski | POL    | 5,75 m    |
| 6      | Axel Chapelle       | FRA    | 5,65 m    |
| 7      | Kurtis Marschall    | AUS    | 5,65 m    |
| 8      | Shawnacy Barber     | CAN    | 5,65 m    |

| Vrouwen | Vrouwen             | Vrouwen | Vrouwen   |
| #       | Atlete              | Land    | Hoogte    |
| ------- | ------------------- | ------- | --------- |
| Goud    | Ekaterini Stefanidi | GRE     | WL 4,91 m |
| Zilver  | Sandi Morris        | USA     | 4,75 m    |
| Brons   | Robeilys Peinado    | VEN     | NR 4,65 m |
| Brons   | Yarisley Silva      | CUB     | 4,65 m    |
| 5       | Lisa Ryzih          | GER     | 4,65 m    |
| 6       | Holly Bradshaw      | GBR     | 4,65 m    |
| 7       | Alysha Newman       | CAN     | 4,65 m    |
| 8       | Olga Mullina        | ANA     | 4,55 m    |

### Verspringen
| Mannen | Mannen           | Mannen | Mannen    |
| #      | Atleet           | Land   | Afstand   |
| ------ | ---------------- | ------ | --------- |
| Goud   | Luvo Manyonga    | RSA    | 8,48 m    |
| Zilver | Jarrion Lawson   | USA    | SB 8,44 m |
| Brons  | Rushwahl Samaai  | RSA    | 8,32 m    |
| 4      | Aleksandr Menkov | ANA    | 8,27 m    |
| 5      | Maykel Massó     | CUB    | 8,26 m    |
| 6      | Shi Yuhao        | CHN    | 8,23 m    |
| 7      | Wang Jianan      | CHN    | 8,23 m    |
| 8      | Michel Tornéus   | SWE    | 8,18 m    |

| Vrouwen | Vrouwen           | Vrouwen | Vrouwen   |
| #       | Atlete            | Land    | Afstand   |
| ------- | ----------------- | ------- | --------- |
| Goud    | Brittney Reese    | USA     | 7,02 m    |
| Zilver  | Darja Klisjina    | ANA     | SB 7,00 m |
| Brons   | Tianna Bartoletta | USA     | 6,97 m    |
| 4       | Ivana Španović    | SRB     | 6,96 m    |
| 5       | Lorraine Ugen     | GBR     | 6,72 m    |
| 6       | Brooke Stratton   | AUS     | 6,67 m    |
| 7       | Chantel Malone    | IVB     | 6,57 m    |
| 8       | Blessing Okagbare | NGR     | 6,55 m    |

### Hink-stap-springen
| Mannen | Mannen               | Mannen | Mannen     |
| #      | Atleet               | Land   | Afstand    |
| ------ | -------------------- | ------ | ---------- |
| Goud   | Christian Taylor     | USA    | 17,68 m    |
| Zilver | Will Claye           | USA    | 17,63 m    |
| Brons  | Nelson Évora         | POR    | 17,19 m    |
| 4      | Cristian Nápoles     | CUB    | 17,16 m    |
| 5      | Alexis Copello       | AZE    | SB 17,16 m |
| 6      | Chris Benard         | USA    | 17,16 m    |
| 7      | Andy Díaz            | CUB    | 17,13 m    |
| 8      | Jean-Marc Pontvianne | FRA    | 16,79 m    |

| Vrouwen | Vrouwen                 | Vrouwen | Vrouwen    |
| #       | Atlete                  | Land    | Afstand    |
| ------- | ----------------------- | ------- | ---------- |
| Goud    | Yulimar Rojas           | VEN     | 14,91 m    |
| Zilver  | Caterine Ibargüen       | COL     | SB 14,89 m |
| Brons   | Olga Rypakova           | KAZ     | SB 14,77 m |
| 4       | Hanna Knyazyeva-Minenko | ISR     | SB 14,42 m |
| 5       | Kristin Gierisch        | GER     | 14,33 m    |
| 6       | Anna Jagaciak           | POL     | 14,25 m    |
| 7       | Ana Peleteiro           | ESP     | PB 14,23 m |
| 8       | Shanieka Ricketts       | JAM     | 14,13 m    |

### Kogelstoten
| Mannen | Mannen            | Mannen | Mannen  |
| #      | Atleet            | Land   | Afstand |
| ------ | ----------------- | ------ | ------- |
| Goud   | Tomas Walsh       | NZL    | 22,03 m |
| Zilver | Joe Kovacs        | USA    | 21,66 m |
| Brons  | Stipe Žunić       | CRO    | 21,46 m |
| 4      | Tomáš Staněk      | CZE    | 21,41 m |
| 5      | Michał Haratyk    | POL    | 21,41 m |
| 6      | Ryan Crouser      | USA    | 21,20 m |
| 7      | Ryan Whiting      | USA    | 21,09 m |
| 8      | Konrad Bukowiecki | POL    | 20,89 m |

| Vrouwen | Vrouwen             | Vrouwen | Vrouwen |
| #       | Atlete              | Land    | Afstand |
| ------- | ------------------- | ------- | ------- |
| Goud    | Gong Lijiao         | CHN     | 19,94 m |
| Zilver  | Anita Márton        | HUN     | 19,49 m |
| Brons   | Michelle Carter     | USA     | 19,14 m |
| 4       | Danniel Thomas-Dodd | JAM     | 18,91 m |
| 5       | Yang Gao            | CHN     | 18,25 m |
| 6       | Brittany Crew       | CAN     | 18,21 m |
| 7       | Yuliya Leantsiuk    | BLR     | 18,12 m |
| 8       | Yaniuvis Lópes      | CUB     | 18,03 m |

### Discuswerpen
| Mannen | Mannen            | Mannen | Mannen   |
| #      | Atleet            | Land   | Afstand  |
| ------ | ----------------- | ------ | -------- |
| Goud   | Andrius Gudžius   | LTU    | PB 69,21 |
| Zilver | Daniel Ståhl      | SWE    | 69,19    |
| Brons  | Mason Finley      | USA    | PB 68,03 |
| 4      | Fedrick Dacres    | JAM    | 65,83    |
| 5      | Piotr Małachowski | POL    | 65,24    |
| 6      | Robert Harting    | GER    | 65,10    |
| 7      | Robert Urbanek    | POL    | 64,15    |
| 8      | Traves Smikle     | JAM    | 64,04    |

| Vrouwen | Vrouwen              | Vrouwen | Vrouwen  |
| #       | Atlete               | Land    | Afstand  |
| ------- | -------------------- | ------- | -------- |
| Goud    | Sandra Perković      | CRO     | 70,31    |
| Zilver  | Dani Stevens         | AUS     | AR 69,64 |
| Brons   | Mélina Robert-Michon | FRA     | SB 66,21 |
| 4       | Yaimé Pérez          | CUB     | 64,82    |
| 5       | Denia Caballero      | CUB     | 64,37    |
| 6       | Nadine Müller        | GER     | 64,13    |
| 7       | Xinyue Su            | CHN     | 63,37    |
| 8       | Bin Feng             | CHN     | 61,56    |

### Kogelslingeren
| Mannen | Mannen            | Mannen | Mannen   |
| #      | Atleet            | Land   | Afstand  |
| ------ | ----------------- | ------ | -------- |
| Goud   | Paweł Fajdek      | POL    | 79,81    |
| Zilver | Valeri Pronkin    | ANA    | 78,16    |
| Brons  | Wojciech Nowicki  | POL    | 78,03    |
| 4      | Quentin Bigot     | FRA    | 77,67    |
| 5      | Aleksei Sokirskiy | ANA    | SB 77,50 |
| 6      | Nick Miller       | GBR    | 77,31    |
| 7      | Dilsjod Nazarov   | TJK    | 77,22    |
| 8      | Serghei Marghiev  | ROU    | 75,87    |

| Vrouwen | Vrouwen             | Vrouwen | Vrouwen  |
| #       | Atlete              | Land    | Afstand  |
| ------- | ------------------- | ------- | -------- |
| Goud    | Anita Włodarczyk    | POL     | 77,90    |
| Zilver  | Wang Zheng          | CHN     | 75,98    |
| Brons   | Malwina Kopron      | POL     | 74,76    |
| 4       | Zhang Wenxiu        | CHN     | SB 74,53 |
| 5       | Hanna Skydan        | AZE     | 73,38    |
| 6       | Joanna Fiodorow     | POL     | 73,04    |
| 7       | Sophie Hitchon      | GBR     | 72,32    |
| 8       | Kateřina Šafránková | CZE     | SB 71,34 |

### Speerwerpen
| Mannen | Mannen           | Mannen | Mannen   |
| #      | Atleet           | Land   | Afstand  |
| ------ | ---------------- | ------ | -------- |
| Goud   | Johannes Vetter  | GER    | 89,89    |
| Zilver | Jakub Vadlejch   | CZE    | PB 89,73 |
| Brons  | Petr Frydrych    | CZE    | PB 88,32 |
| 4      | Thomas Röhler    | GER    | 88,26    |
| 5      | Tero Pitkämäki   | FIN    | 86,94    |
| 6      | Ioannis Kiriazis | GRE    | 84,52    |
| 7      | Keshorn Walcott  | TRI    | 84,48    |
| 8      | Andreas Hofmann  | GER    | 83,98    |

| Vrouwen | Vrouwen              | Vrouwen | Vrouwen  |
| #       | Atlete               | Land    | Afstand  |
| ------- | -------------------- | ------- | -------- |
| Goud    | Barbora Špotáková    | CZE     | 66,76    |
| Zilver  | Li Lingwei           | CHN     | PB 66,25 |
| Brons   | Lü Huihui            | CHN     | 65,26    |
| 4       | Sara Kolak           | CRO     | 64,95    |
| 5       | Eda Tuğsuz           | TUR     | 64,52    |
| 6       | Tatsiana Khaladovich | BLR     | 64,05    |
| 7       | Katharina Molitor    | GER     | 63,75    |
| 8       | Liu Shiying          | CHN     | 62,84    |

### Tienkamp/Zevenkamp
| Mannen | Mannen          | Mannen | Mannen  |
| #      | Atleet          | Land   | Punten  |
| ------ | --------------- | ------ | ------- |
| Goud   | Kévin Mayer     | FRA    | WL 8768 |
| Zilver | Rico Freimuth   | GER    | 8564    |
| Brons  | Kai Kazmirek    | GER    | SB 8488 |
| 4      | Janek Õiglane   | EST    | PB 8371 |
| 5      | Damian Warner   | CAN    | 8309    |
| 6      | Oleksi Kasyanov | UKR    | 8234    |
| 7      | Kurt Felix      | GRN    | 8227    |
| 8      | Adam Helcelet   | CZE    | 8222    |

| Vrouwen | Vrouwen                   | Vrouwen | Vrouwen |
| #       | Atlete                    | Land    | Punten  |
| ------- | ------------------------- | ------- | ------- |
| Goud    | Nafissatou Thiam          | BEL     | 6784    |
| Zilver  | Carolin Schäfer           | GER     | 6696    |
| Brons   | Anouk Vetter              | NED     | NR 6636 |
| 4       | Yorgelis Rodríguez        | CUB     | NR 6594 |
| 5       | Katarina Johnson-Thompson | GBR     | 6558    |
| 6       | Ivona Dadic               | AUT     | NR 6417 |
| 7       | Nadine Visser             | NED     | SB 6370 |
| 8       | Claudia Salman-Rath       | GER     | 6362    |

### Marathon
| Mannen | Mannen               | Mannen | Mannen     |
| #      | Atleet               | Land   | Tijd       |
| ------ | -------------------- | ------ | ---------- |
| Goud   | Geoffrey Kirui       | KEN    | SB 2:08.27 |
| Zilver | Tamirat Tola         | ETH    | 2:09.49    |
| Brons  | Alphonce Simbu       | TAN    | 2:09.51    |
| 4      | Callum Hawkins       | GBR    | PB 2:10.17 |
| 5      | Gideon Kipketer      | KEN    | 2:10.56    |
| 6      | Daniele Meucci       | ITA    | PB 2:10.56 |
| 7      | Yohanes Ghebregergis | ERI    | 2:12.07    |
| 8      | Daniel Wanjiru       | KEN    | 2:12.16    |

| Vrouwen | Vrouwen        | Vrouwen | Vrouwen    |
| #       | Atlete         | Land    | Tijd       |
| ------- | -------------- | ------- | ---------- |
| Goud    | Rose Chelimo   | BRN     | SB 2:27.11 |
| Zilver  | Edna Kiplagat  | KEN     | SB 2:27.18 |
| Brons   | Amy Cragg      | USA     | SB 2:27.18 |
| 4       | Flomena Daniel | KEN     | 2:27.21    |
| 5       | Shure Demise   | ETH     | 2:27.58    |
| 6       | Eunice Kirwa   | BRN     | 2:28.17    |
| 7       | Helah Kiprop   | KEN     | 2:28.19    |
| 8       | Mare Dibaba    | ETH     | SB 2:28.49 |

### 20 km snelwandelen
| Mannen | Mannen            | Mannen | Mannen     |
| #      | Atleet            | Land   | Tijd       |
| ------ | ----------------- | ------ | ---------- |
| Goud   | Éider Arévalo     | COL    | NR 1:18.53 |
| Zilver | Sergei Shirobokov | ANA    | 1:18.55    |
| Brons  | Caio Bonfim       | BRA    | NR 1:19.04 |
| 4      | Lebogang Shange   | RSA    | NR 1:19.18 |
| 5      | Christopher Linke | GER    | 1:19.21    |
| 6      | Dane Bird-Smith   | AUS    | PB 1:19.28 |
| 7      | Wang Kaihua       | CHN    | 1:19.30    |
| 8      | Álvaro Martín     | ESP    | SB 1:19.41 |

| Vrouwen | Vrouwen                  | Vrouwen | Vrouwen    |
| #       | Atlete                   | Land    | Tijd       |
| ------- | ------------------------ | ------- | ---------- |
| Goud    | Yang Jiayu               | CHN     | PB 1:26.18 |
| Zilver  | María Guadalupe González | MEX     | SB1:26.19  |
| Brons   | Antonella Palmisano      | ITA     | PB 1:26.36 |
| 4       | Érica de Sena            | BRA     | AR 1:26.59 |
| 5       | Sandra Arenas            | COL     | NR 1:28.10 |
| 6       | Ana Cabecinha            | POR     | SB 1:28.57 |
| 7       | Kimberly García          | PER     | NR 1:29.13 |
| 8       | Na Wang                  | CHN     | 1:29.26    |

### 50 km snelwandelen
| Mannen | Mannen           | Mannen | Mannen     |
| #      | Atleet           | Land   | Tijd       |
| ------ | ---------------- | ------ | ---------- |
| Goud   | Yohann Diniz     | FRA    | CR 3:33.12 |
| Zilver | Hirooki Arai     | JPN    | SB 3:41.17 |
| Brons  | Kai Kobayashi    | JPN    | PB 3:41.19 |
| 4      | Igor Glavan      | UKR    | SB 3:41.42 |
| 5      | Satoshi Maruo    | JPN    | PB 3:43.03 |
| 6      | Máté Helebrandt  | HUN    | NR 3:43.56 |
| 7      | Rafał Augustyn   | POL    | SB 3:44.18 |
| 8      | Robert Heffernan | IRL    | SB 3:44.41 |

| Vrouwen | Vrouwen          | Vrouwen | Vrouwen    |
| #       | Atlete           | Land    | Tijd       |
| ------- | ---------------- | ------- | ---------- |
| Goud    | Inês Henriques   | POR     | WR 4:05.56 |
| Zilver  | Hang Yin         | CHN     | AR 4:08.58 |
| Brons   | Shuqing Yang     | CHN     | PB 4:20.49 |
| 4       | Kathleen Burnett | USA     | AR 4:21.51 |
| 5       | Nair Da Rosa     | BRA     | DNF        |
| 6       | Susan Randall    | USA     | DNF        |
|         | Erin Talcott     | USA     | DQ         |

## Legenda
- AR = Werelddeelrecord (Area Record)
- CR = Kampioenschapsrecord (Championship Record)
- DNS = Niet gestart (Did Not Start)
- DNF = Niet beëindigd (Did Not Finish)
- DQ = Gedisqualificeerd (Disqualified)
- SB = Beste persoonlijke seizoensprestatie (Seasonal Best)
- PB = Persoonlijk record (Personal Best)
- NR = Nationaal record (National Record)
- ER = Europees record (European Record)
- WL = 's Werelds beste seizoensprestatie (World Leading)
- WJ = Wereld juniorenrecord (World Junior Record)
- WR = Wereldrecord (World Record)

## Medailleklassement
| Plaats | Land                              | Goud | Zilver | Brons | Totaal |
| 1      | Verenigde Staten                  | 10   | 11     | 9     | 30     |
| 2      | Kenia                             | 5    | 2      | 4     | 11     |
| 3      | Zuid-Afrika                       | 3    | 1      | 2     | 6      |
| 4      | Frankrijk                         | 3    | 0      | 2     | 5      |
| 5      | China                             | 2    | 3      | 2     | 7      |
| 6      | Verenigd Koninkrijk               | 2    | 3      | 1     | 6      |
| 7      | Ethiopië                          | 2    | 3      | 0     | 5      |
| 8      | Polen                             | 2    | 2      | 4     | 8      |
| 9      | Authorised Neutral Athletes (ANA) | 1    | 5      | 0     | 6      |
| 10     | Duitsland                         | 1    | 2      | 2     | 5      |
| 11     | Tsjechië                          | 1    | 1      | 1     | 3      |
| 12     | Colombia                          | 1    | 1      | 0     | 2      |
| 12     | Bahrein                           | 1    | 1      | 0     | 2      |
| 12     | Turkije                           | 1    | 1      | 0     | 2      |
| 12     | Australië                         | 1    | 1      | 0     | 2      |
| 16     | Nederland                         | 1    | 0      | 3     | 4      |
| 16     | Jamaica                           | 1    | 0      | 3     | 4      |
| 18     | Portugal                          | 1    | 0      | 1     | 2      |
| 18     | Kroatië                           | 1    | 0      | 1     | 2      |
| 18     | Qatar                             | 1    | 0      | 1     | 2      |
| 18     | Venezuela                         | 1    | 0      | 1     | 2      |
| 18     | Noorwegen                         | 1    | 0      | 1     | 2      |
| 18     | Trinidad en Tobago                | 1    | 0      | 1     | 2      |
| 24     | België                            | 1    | 0      | 0     | 1      |
| 24     | Griekenland                       | 1    | 0      | 0     | 1      |
| 24     | Nieuw-Zeeland                     | 1    | 0      | 0     | 1      |
| 24     | Litouwen                          | 1    | 0      | 0     | 1      |
| 28     | Ivoorkust                         | 0    | 2      | 0     | 2      |
| 29     | Japan                             | 0    | 1      | 2     | 3      |
| 30     | Bahama's                          | 0    | 1      | 1     | 2      |
| 30     | Hongarije                         | 0    | 1      | 1     | 2      |
| 32     | Oekraïne                          | 0    | 1      | 0     | 1      |
| 32     | Oeganda                           | 0    | 1      | 0     | 1      |
| 32     | Zweden                            | 0    | 1      | 0     | 1      |
| 32     | Mexico                            | 0    | 1      | 0     | 1      |
| 32     | Burundi                           | 0    | 1      | 0     | 1      |
| 32     | Marokko                           | 0    | 1      | 0     | 1      |
| 38     | Syrië                             | 0    | 0      | 1     | 1      |
| 38     | Italië                            | 0    | 0      | 1     | 1      |
| 38     | Tanzania                          | 0    | 0      | 1     | 1      |
| 38     | Cuba                              | 0    | 0      | 1     | 1      |
| 38     | Kazachstan                        | 0    | 0      | 1     | 1      |
| 38     | Brazilië                          | 0    | 0      | 1     | 1      |
| Totaal | Totaal                            | 48   | 48     | 49    | 145    |

1983 · 
1987 · 
1991 · 
1993 · 
1995 · 
1997 · 
1999 · 
2001 · 
2003 · 
2005 · 
2007 · 
2009 · 
2011 · 
2013 · 
2015 · 
2017 · 
2019 · 
2022 · 
2023